# Uso dos meios de comunicação de massa pelo Estado Islâmico
O EI é conhecido por seu uso extensivo e eficaz de propaganda. Ele utiliza uma versão da bandeira muçulmana Estandarte Negro e desenvolveu um emblema com um significado simbólico claro no mundo muçulmano.

## Mídia tradicional

### Fundação Al-Furqan para Produção de Mídia
Em novembro de 2006, logo após a reformulação do grupo como "Estado Islâmico do Iraque", foi criada a Fundação Al-Furqan para Produção de Mídia (em árabe: مؤسسة الفرقان للإنتاج الإعلامي), que produz CDs, DVDs, pôsteres, panfletos e produtos de propaganda na web, além de declarações oficiais. É a principal produtora de mídia do Estado Islâmico e responsável pela produção dos principais lançamentos de mídia, incluindo declarações do porta-voz e do líder do grupo.
Foi fundada pelo iraquiano Dr. Wa'il al-Fayad, conhecido como Abu Muhammad al-Furqan. Ele recebeu o nome "Al-Furqan" por seu papel na fundação dessa produtora de mídia, que foi nomeada em referência à 25ª sura do Alcorão, Al-Furqan. É a produtora de mídia mais antiga do Estado Islâmico, tendo sido fundada em novembro de 2006 para lançar materiais do Estado Islâmico do Iraque. O lançamento mais antigo indexado pelo SITE Intelligence Group data de 21 de novembro de 2006, documentando o ataque a uma delegacia na cidade iraquiana de Miqdadiyah.
Al-Furqan é considerada uma inovação significativa na mídia jihadista, com o Kavkaz Center descrevendo-a como "um marco no caminho do jihad, uma mídia distinta que cuida meticulosamente da gestão do conflito com os cruzados e seus aliados, expondo as mentiras da mídia cruzada".
Em outubro de 2007, o Long War Journal relatou ataques do Exército dos Estados Unidos visando membros da célula de mídia Al-Furqan em várias partes do Iraque, incluindo Mosul e Samarra. Entre agosto de 2013 e março de 2014, lançaram a série de 22 partes Messages from the Land of Epic Battles.
Em 2 de setembro de 2014, o SITE Intelligence Group descobriu o vídeo de decapitação chamado A Second Message to America, sobre a morte de Steven Sotloff.
Desde então, Al-Furqan lançou vídeos de suas operações no Iraque e na Síria, além de vídeos de execuções direcionados a governos ao redor do mundo. Em abril de 2019, Al-Furqan lançou um vídeo entrevistando Abu Bakr al-Baghdadi, que é seu último lançamento até hoje.
Al-Furqan também produz mídia em formato de áudio, consistindo principalmente em gravações de líderes e porta-vozes do EI fazendo discursos, além de um único nasheed chamado "Ya Allah Al-Jannah" (Ó Allah, (pedimos) o Paraíso), cantado pelo agora falecido membro do EI, Uqab Al-Marzuqi.

### Fundação Ajnad para Produção Midiática

Logotipo da Fundação Ajnad 2014-15

Logotipo da Fundação Ajnad 2016-Presente

A organização começou a expandir sua presença midiática em 2013 com a formação, em março, de uma segunda divisão de mídia, a Al-I'tisam Media Foundation, e de outra fundação de mídia do Estado Islâmico, a Fundação Ajnad para Produção Midiática (em árabe: مؤسسة أجناد للإنتاج الإعلامي; muasasat ajnād lil'īntāj al'ilāmī), estabelecida em janeiro de 2014, que se especializa na produção acústica de nasheeds sem música, em conformidade com a proibição de instrumentos musicais no Islã, além de recitações do Alcorão.
A organização notavelmente inicia sua trajetória por volta de 20 de agosto de 2013, quando o Estado Islâmico começou a ganhar território. Após a Al-Furqan utilizar o nasheed "Ya Dawlatal Islam, Ya Dawlatal Iqdam" como a única introdução para sua série de 22 partes, o famoso nasheed "Ummati Qad Laha Fajrun", um dos primeiros nasheeds produzidos pela Ajnad Foundation, apareceu nas duas últimas partes da série. Mais tarde, o nasheed "Ya Dawlatal Islam, Ya Dawlatal Iqdam" seria regravado pela Ajnad, apresentando uma nova melodia e pequenas alterações na letra original, além de ser interpretado por Maher Meshaal.
A Ajnad Foundation voltaria a ganhar notoriedade quando a Al-Furqan lançou *Salil al-Sawarim 4* em 2014, documentando operações do Estado Islâmico no Iraque e na Síria, além de estrear o famoso nasheed Salil al-Sawarim. Outro nasheed, chamado *Qariban Qariba* (*Em breve, em breve*), seria lançado e frequentemente tocado durante algumas das execuções mais incomuns do grupo, incluindo a queima de um piloto jordaniano, a queima de um soldado turco e um soldado curdo, uma execução na qual vários prisioneiros de guerra foram colocados dentro de um carro e atingidos por um foguete, e outra na qual vários prisioneiros foram afogados dentro de uma gaiola. Desde então, outros nasheeds famosos foram lançados pela Ajnad até seu hiato em 2020, quando seu último nasheed conhecido foi "Gharibun Dammani Sha'uthul-Bawadi".
No início, munshideen (cantores) como Al-Mo'taz bil-'Aziz cantavam para a fundação. Uqab al-Marzuqi gravou três nasheeds, dois sob a Ajnad e outro sob a Al-Furqan. Após sua morte, a Ajnad lançou um nasheed em sua homenagem.
Alguns dos munshideen (cantores) conhecidos da Ajnad em períodos posteriores incluem Abu Yasser, que produziu mais de 40 nasheeds sob os selos Al-Ma'sadah, As-Siddiq, Masami' Al-Khayr Media Centre(s) (todos afiliados à Al-Qaeda) e Ajnad Foundation. Khilad al-Qahtani também é um símbolo da Ajnad, tendo produzido mais de 10 nasheeds frequentemente usados pelos centros de mídia do Estado Islâmico, além de ter recebido a honra de ser mencionado por Abu Bakr al-Baghdadi em uma entrevista à Al-Furqan Media Production. Maher Meshaal é outro munshid famoso na Internet que emigrou da Arábia Saudita para o Estado Islâmico em 2013 e cantou para a Ajnad até ser morto em 2015.
Abul-Hasan al-Muhajir também foi um munshid e narrador da maioria das introduções da Ajnad, antes de ser promovido a porta-voz do Estado Islâmico. Abu Hamza al-Qurashi, porta-voz do Estado Islâmico até sua morte em 2021, também produziu cerca de 15 nasheeds durante sua carreira na Ajnad. Outros, como Abu Ghuraba' al-Yamani, Abu Bara' al-Madani, Nimr al-Muhajir e outros, também são membros do Estado Islâmico que emigraram e se juntaram à organização, embora suas carreiras não sejam tão conhecidas quanto as de outros munshids. Até o momento, alguns munshids permanecem anônimos.
A Ajnad Foundation também produz recitações completas do Alcorão, recitadas por Abul-Hasan al-Hasani, Abu 'A'ishah e outras pessoas desconhecidas. Eles produziram 114 Suratas na recitação de Hafs 'An Asim e a Surata Ar-Ra'd na recitação de Warsh 'An Nafi'.
Em 4 de maio de 2016, a Al-Battar Foundation (mídia de apoio ao Estado Islâmico) lançou um aplicativo para Android chamado "Ajnad", permitindo que seus usuários ouçam as músicas da Ajnad Foundation em seus telefones móveis. A fundação tem muitos cantores, sendo os mais famosos Abu Yasir e Abul-Hasan al-Muhajir.

### Centro de Mídia Al-Hayat

Logotipo da série "Inside the Caliphate/Khilafah" produzida pelo Centro de Mídia Al-Hayat

Em meados de 2014, o Estado Islâmico estabeleceu o Centro de Mídia Al-Hayat, que tem como alvo o público ocidental e produz material em inglês, alemão, russo, urdu, indonésio, turco, bengali, chinês, bósnio, curdo, uigur e francês. Quando o Estado Islâmico anunciou sua expansão para outros países em novembro de 2014, estabeleceu departamentos de mídia para suas novas filiais, garantindo que seguissem os mesmos modelos utilizados no Iraque e na Síria. O então diretor do FBI, James Comey, afirmou que a "propaganda do Estado Islâmico é incomumente sofisticada", observando que "Eles estão transmitindo... em cerca de 23 idiomas".
Em julho de 2014, o Al-Hayat começou a publicar uma revista digital chamada Dabiq, em diversos idiomas, incluindo inglês. Segundo a revista, seu nome foi inspirado na cidade de Dabiq, no norte da Síria, mencionada em um hadith sobre a batalha do fim dos tempos. O Al-Hayat também lançou outras revistas digitais, incluindo a revista em língua turca Konstantiniyye, termo otomano para Istambul, a revista em língua francesa Dar al-Islam, e a revista em língua russa Istok (em russo: Исток). No final de 2016, essas revistas aparentemente foram descontinuadas, com o material do Al-Hayat sendo consolidado em uma nova revista chamada Rumiyah (árabe para Roma).

### Fundação Asdaa
Assim como a Fundação Ajnad, a Fundação Asdaa (em árabe: مؤسسة أصداء) ou Fundação Asedaa produz Anasheed (cantos islâmicos). Alguns de seus Anasheeds são usados nos vídeos de execução do Estado Islâmico, sendo um popular o vídeo de execução em um "matadouro humano", lançado durante o período do Eid Al-Adha em 2016. O nasheed de fundo usado foi "We Came To Spread Terror Everywhere", produzido pela Fundação Asdaa.
A fundação é a contraparte mais próxima da Ajnad na produção de nasheeds do Estado Islâmico, sendo a única diferença que a Ajnad está diretamente ligada ao Estado Islâmico, enquanto a Asdaa é classificada apenas como uma "organização apoiadora" (munaser/munasera). Um de seus munshids, Abu Hafs, é um renomado cantor de nasheeds, com cerca de 70 canções, que também trabalha com a Fundação Ajnad em algumas ocasiões.
Outro munshid iemenita, Abu Musab al-Adani, trabalhou temporariamente com a Fundação Asdaa antes de desertar de volta para AQAP, de onde havia desertado anteriormente.

### Fundação Al-Azaim para Produção Midiática
A Fundação Al-Azaim para Produção Midiática, administrada pelo Estado Islâmico na Província de Khorasan, publica a revista Voice of Khorasan, que cobre tópicos políticos e religiosos e também tenta recrutar e incitar seguidores a realizar ataques (narrativas anti-Talibã). O Estado Islâmico na Província de Hind (Hind Wilayah) publica a revista Voice of Hind, uma propaganda que incentiva muçulmanos indianos a se recrutarem e travar jihad, além de realizar ataques no país. Foi publicada pela primeira vez em 2020 e também apoia a guerra global contra o Talibã no Afeganistão.

### Fundação I'lam

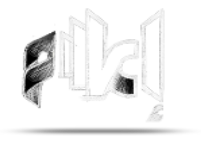
Logo da Fundação I'lam

I'lam Foundation, anunciada em 2018, foi uma plataforma online multilíngue usada principalmente pelo Movimento Islâmico do Usbequistão, especificamente pela região do Tajiquistão da organização, e pelo IS–KP. Em maio de 2021, lançou al-Hijrateyn, um podcast semanal que apresenta notícias, estatísticas e comentários do boletim Al-Naba, com foco em soluções para dilemas morais conforme interpretados pelo Estado Islâmico.
O EI, em um artigo da Al-Naba de meados de março de 2020, descreveu a reação temerosa ao COVID-19 como um "tormento doloroso" divinamente imposto contra as "nações cruzadas" ocidentais. Um artigo de início de fevereiro elogiou Deus pela mesma razão contra os xiitas do Irã e a China.
Juntamente com Fahras e Al-Raud (Arquivo de Mídia Al-Raud), esses repositórios de propaganda estavam conectados com canais destinados a atrair públicos online para pontos de comunicação pró-IS, uma metodologia de criar e manter redes de distribuição de propaganda.

### At-Taqwa Media Foundation
A At-Taqwa Media Foundation é uma plataforma simpatizante/sustentadora do EI, que publicou sobre ataques direcionados na Península Arábica e especificamente durante a Copa do Mundo FIFA de 2022.

### Redes

Logo do Al-Bayan

O grupo também administra uma rede de rádio chamada Al-Bayan, que transmite boletins em árabe, russo e inglês, e fornece cobertura de suas atividades no Iraque, Síria e Líbia. Huroof é um aplicativo criado pelo Office of Zeal, uma agência controlada pelo Estado Islâmico, para ensinar árabe às crianças e recrutar jovens para se tornarem soldados do Estado Islâmico.

## Mídias sociais
O uso das mídias sociais pelo EI foi descrito por um especialista como "provavelmente mais sofisticado do que [o de] muitas empresas dos Estados Unidos". Ele utiliza regularmente as mídias sociais, especialmente o Twitter, para distribuir suas mensagens. O grupo utiliza o serviço de mensagens instantâneas criptografadas Telegram para disseminar imagens, vídeos e atualizações.
O grupo é conhecido por liberar vídeos e fotografias de execuções de prisioneiros, seja decapitações, bombardeios, tiros, prisioneiros em gaiolas sendo queimados vivos ou submergidos gradualmente até se afogar. O jornalista Abdel Bari Atwan descreveu o conteúdo midiático do EI como parte de uma "política aplicada sistematicamente". A violência crescente de seus assassinatos "garante" a atenção da mídia e do público.
Junto com imagens de brutalidade, o EI se apresenta como "um lugar emocionalmente atraente onde as pessoas 'pertencem', onde todos são 'irmão' ou 'irmã'". O "argumento psicológico mais potente" da mídia do EI é a promessa de recompensa celestial para os combatentes jihadistas mortos. Frequentemente, em sua mídia, estão presentes os rostos sorridentes de jihadistas mortos, o 'sinal' muçulmano do 'dedo indicador da mão direita apontando para o céu' (apontando para onde Allah está), e testemunhos de viúvas felizes. O EI também tentou apresentar um "argumento mais racional" em uma série de vídeos hospedados pelo jornalista sequestrado John Cantlie. Em um vídeo, várias autoridades atuais e antigas dos Estados Unidos foram citadas, como o então presidente dos Estados Unidos Barack Obama e o ex-oficial da CIA Michael Scheuer.
O grupo incentivou simpatizantes a iniciar ataques mundialmente.